# Luigi Capponi (Kardinal)

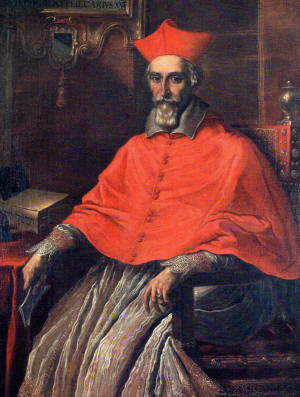
Luigi Kardinal Capponi (zeitgenössisches Porträt)

Luigi Capponi (* 1583 in Florenz; † 7. April 1659 in Rom) war ein italienischer Kardinal, katholischer Erzbischof und Bibliothekar.

## Biografie

Kardinalswappen (modernes Schema)

Luigi Capponi wurde als Kind von Francesco di Piero Capponi und Lodovica di Ristoro Machiavelli geboren. Er begann seine kirchliche Laufbahn und studierte in Rom und Perugia und schloss sein Studium an der Universität La Sapienza mit einem Abschluss in Rechtswissenschaften ab. Als Nachkomme einer der berühmtesten florentinischen Familien ernannte ihn Papst Leo XI. (Alessandro de’ Medici) 1605 zum Schatzmeister der Apostolischen Kammer, und trotz des sehr kurzen Pontifikats der Medici bestätigte Papst Paul V. sein Vertrauen, indem er ihn in den kleinen Kreis seiner Berater und Mitarbeiter aufnahm. Am 27. August 1614 wurde er als Legat nach Bologna entsandt, wo er für die Bewertung und Koordination der vom Papst geforderten Initiativen zur Sanierung des Po-Deltas und zur Regulierung des Wassers in der Region zuständig war.
Aus gesundheitlichen Gründen verließ er die Stadt, blieb aber an Alessandro Ludovisi, Erzbischof von Bologna, gebunden, der 1621 mit dem Namen Gregor XV. auf den Papstthron aufstieg: Der neue Papst ernannte ihn zum Erzbischof von Ravenna, ein Amt, das er über 25 Jahre lang innehatte. In Ravenna kümmerte er sich sehr um die Diözese, stattete den Pfarreien einen pastoralen Besuch ab und berief 1627 eine Diözesansynode und 1632 eine Provinzialsynode ein. Er verschönerte die Kathedrale und den Erzbischofspalast.
1642 wählte er als privaten Theologen den Scotisten Bartolomeo Mastri da Meldola.
1645 gab er die Diözese für seinen Neffen Luca Torrigiani auf und ließ sich in Rom nieder. Bereits 1623 gehörte er der Propagandakongregation an, die aus Kardinälen bestand, die die missionarische Tätigkeit koordinierten. Nachdem Kardinal Antonio Barberini der Jüngere wegen seiner Feindseligkeit gegenüber dem neuen Papst Innozenz X. Pamphili aus Rom geflohen war, übernahm Capponi die Nachfolge im Amt des Propräfekten.
In diesen Jahren kollidierte die Propaganda Fide mit den Interessen der Jesuiten und Capponi versuchte, die Bedürfnisse beider Seiten in Einklang zu bringen und erkannte ihnen eine gewisse Autonomie in den Missionsgebieten an.
Im August 1649 wurde er zum Bibliothekar der Vatikanischen Apostolischen Bibliothek ernannt, eine Funktion, die er bis zu seinem Tod innehatte. Hier hatte er tüchtige Mitarbeiter und regelte die Restaurierung der Manuskripte, die Aufgaben der Kustoden, die Modalitäten der Benutzung, die Politik der Neuerwerbungen etc.
Die letzten Jahre seines Lebens verbrachte er in Rom und in seiner Villa in Frascati. Er starb 1659 und wurde in San Lorenzo in Lucina begraben, der letzten seiner Titelkirchen. In seinem Testament überließ er einen Teil seines Besitzes der Propaganda Fide, um eine Druckerei zu bauen und auszustatten, während alle Manuskripte seiner privaten Sammlung der Vatikanischen Bibliothek geschenkt wurden.